# لويس فينكلستاين
لويس فينكلستاين (بالإنجليزية: Louis Finkelstein)‏ هو حاخام أمريكي، ولد في 14 يونيو 1895 في سينسيناتي في الولايات المتحدة، وتوفي في 29 نوفمبر 1991 في نيويورك في الولايات المتحدة.